# 特殊空挺部隊連隊
特殊空挺連隊 (とくしゅくうていれんたい、英語: Special Air Service Regiment) はオーストラリア陸軍特殊作戦コマンド指揮下の特殊部隊。オーストラリアSASもしくはSASRとも呼称される。
現在、3個中隊および3個支援中隊によって編成されている。
モットーはイギリス陸軍のSAS (特殊空挺部隊) と同じく「Who Dares Wins (挑む者に勝利あり／危険を冒す者が勝利する／敢えて挑んだ者が勝つ)」。

## 概要
1957年、オーストラリアの宗主国であるイギリスのSAS (特殊空挺部隊) に倣って設立された。オーストラリア国防軍には (第二次世界大戦時代の「Z部隊」を起源に持つ) 第1コマンドー連隊が存在していたが、大人数での作戦を行うコマンドー連隊とは違い、小編成のチームで偵察と監視や特殊作戦を行うように構成されている。
SASRは通常、5 - 6人のオペレーターからなる小規模な分隊で活動し、敵地に潜入、敵の活動と能力に関する情報を提供する。作戦中はSASRはなるべく敵と直接対峙せずに施設などを破壊し、空爆を含む火力支援を指示する。また、国内の対テロ任務のためにシージャックやハイジャック対策も行う。

## 主な任務
- 特殊作戦
- 国内および海外での対テロ作戦
- 特殊偵察（英語版）および精密照準爆撃
- 直接行動（英語版）
- 機密性の高い戦略作戦支援
- 特別復旧作戦
- 平和維持活動 [1]

## 年表
- 1965年 : インドネシア・ボルネオ紛争（英語版）に投入される。
- 1966年 - 1972年 : ベトナム戦争に投入される。
- 1987年 : フィジーでの紛争に投入される。
- 1994年 : ソマリア内戦に投入される。
- 1997年 : ブーゲンビル島の騒乱に投入される。
- 1999年 : 東ティモール国際軍に参加。
- 2000年 : シドニー・オリンピックの警備に参加。
- 2001年 : タンパ号事件にて不法入国者を制止するために待機。
- 2001年 - 2018年 : イラク・アフガニスタンにおける対テロ戦争に投入される。
  - この際、一部の隊員が非武装の市民を殺害するという戦争犯罪を起こしていたことが発覚した[2]。
- 2003年 : ヘロインを密輸しようとしていた北朝鮮の貨物船鋒秀号を制圧。
- 2023年3月20日 : 元SASR隊員がアフガニスタンにおける戦争犯罪容疑で逮捕された。オーストラリア国防軍の現役・退役軍人で最初に逮捕された人物だと報道されている[3][4][5]（事件の詳細はBrereton Reportを参照）。

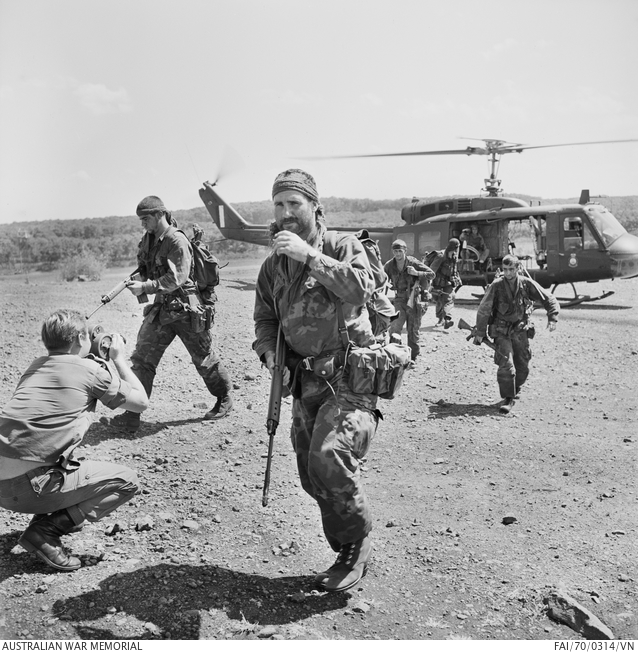
ベトナム戦争時のSASR隊員 (1970年)
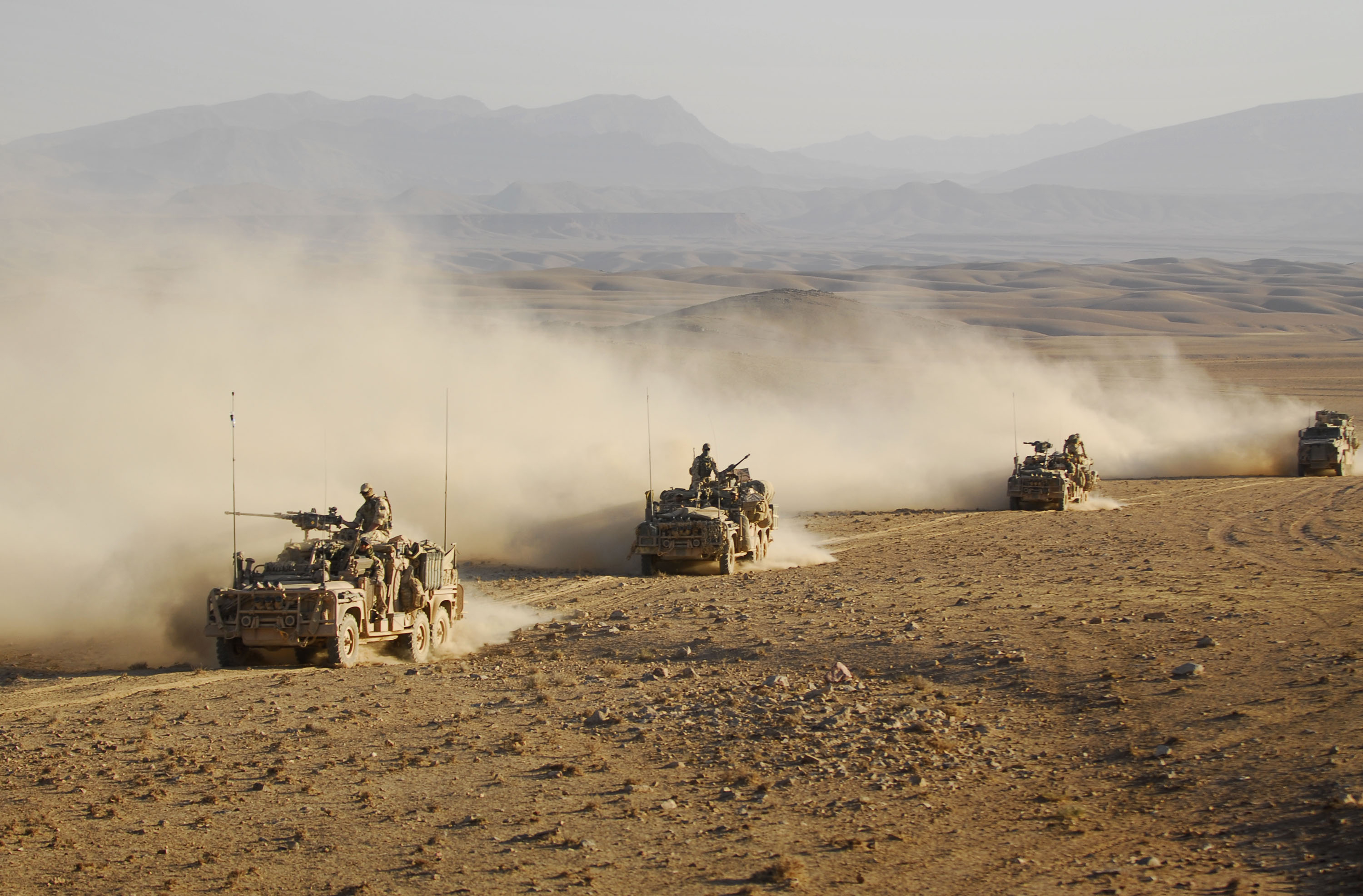
SASRとコマンドー連隊で編成されたパトロール部隊 (2009年)

## 編成
- 第1中隊
- 第3中隊
- 第4中隊
- 特技支援中隊
- 作戦支援中隊
- 第152通信中隊
- 第2中隊 (2020年11月に解散)

また、国内のテロ事案に対する臨時部隊TAG-W (西部戦術強襲グループ) は、SASRの4個中隊のうち1中隊を一年ずつローテーションすることで編成されている (もう一つのTAG-E (東部戦術強襲グループ) は第2コマンドー連隊の各中隊および特殊部隊選抜に合格した海軍の掃海潜水員 (RAN-CDT) で編成)。